# Піскур
Піскур — гірська річка в Україні, на Кримському півострові. Ліва притока Альми (басейн Чорного моря).

## Опис
Довжина річки приблизно 8,17 км, найкоротша відстань між витоком і гирлом — 6,17  км, коефіцієнт звивистості річки — 1,33 . Річка формується 4 безіменними струмками.

## Розташування
Бере початок на південно-західних схилах гори Чорної. Тече переважно на північний захід і на північно-західній стороні від селища Розовий впадає у річку Альму.